# Irenium labiatum
Irenium labiatum is een hydroïdpoliep uit de familie Eirenidae. De poliep komt uit het geslacht Irenium. Irenium labiatum werd in 1999 voor het eerst wetenschappelijk beschreven door Zamponi, Suárez-Moreales & Gasca. 